# Zaręby (Lidzbark Warmiński)
Zaręby (deutsch Sperwatten) ist ein Ort in der polnischen Woiwodschaft Ermland-Masuren. Er gehört zur Landgemeinde Lidzbark Warmiński (Heilsberg) im Powiat Lidzbarski (Kreis Heilsberg).

## Geographische Lage
Zaręby liegt an der Drewenz (polnisch Drwęca Warmińska) im nördlichen Westen der Woiwodschaft Ermland-Masuren, 13 Kilometer nordwestlich der Kreisstadt Lidzbark Warmiński (Heilsberg).

## Geschichte
Sperwarten, nach 1785 Sperwetten, erst nach 1820 Sperwatten genannt, war ein Gutsdorf. Der Gutsbezirk Sperwatten wurde 1874 in den neu errichteten Amtsbezirk Reimerswalde (polnisch Ignalin) im ostpreußischen Kreis Heilsberg, Regierungsbezirk Königsberg, eingegliedert. Im Jahre 1910 zählte Sperwatten 75 Einwohner.
Am 30. September 1928 verlor das Gutsdorf seine Eigenständigkeit und wurde in das benachbarte Workeim (polnisch Workiejmy) eingemeindet.
1945 fiel das gesamte südliche Ostpreußen in Kriegsfolge an Polen. Sperwatten erhielt die polnische Namensform „Zaręby“ und ist heute eine Osada (= „Siedlung“) innerhalb der Gmina Lidzbark Warmiński (Landgemeinde Heilsberg) im Powiat Lidzbarski (Kreis Heilsberg), von 1975 bis 1998 der Woiwodschaft Olsztyn, seither der Woiwodschaft Ermland-Masuren zugehörig. Der Ort zählze 2021 &nbpsp;100m Einwohner.

## Religion
Zaręby gehört heute wie Sperwatten bereits vor 1945 zur römisch-katholischen Pfarrei Runowo (Raunau), jetzt im Erzbistum Ermland gelegen.
Bis 1945 war Sperwatten auch in die evangelische Kirche Heilsberg in der Kirchenprovinz Ostpreußen der Kirche der Altpreußischen Union eingegliedert. Heute ist Zaręby der Diözese Masuren der Evangelisch-Augsburgischen Kirche in Polen zugeordnet.

## Verkehr
Zaręby liegt nördlich der polnischen Woiwodschaftsstraße 513 (hier in einem Abschnitt der einstigen deutschen Reichsstraße 142) und ist von dort über einen Abzweig zwischen Babiak (Frauendorf) und Runowo (Raunau) auf einer Stichstraße zu erreichen.
Eine Anbindung an den Bahnverkehr besteht nicht.